# Palazzo Ruffo di Bagnara (Portici)
Palazzo Ruffo di Bagnara è un edificio storico di Portici, nella  città metropolitana di Napoli; il palazzo sorge su Corso Garibaldi (civici 61,73 e 85).

## Storia
L'imponente edificio fu edificato a partire dal 1720 per conto del principe di Sant'Antimo Paolo Ruffo dei Duchi di Bagnara su disegno dell'architetto Ferdinando Sanfelice. L'edificio, che fa parte delle prime ville settecentesche realizzate a Portici, si sviluppa su tre piani ed ha una facciata lunga più di 90 metri con lo stemma dei Ruffo sul portale centrale. A ridosso del palazzo vi era un grande giardino, digradante fino al mare, dove trovava posto un finto castello rustico, abbattuto nel 1942 per far posto ad una batteria contraerea. Sul fondo di una scala di tufo vi era una sorgente di acqua minerale nota, anche a Ferdinando IV, per le sue qualità terapeutiche. A partire dagli anni cinquanta del Novecento su quest'area sono stati edificati un parco di civili abitazioni ed il Centro di Addestramento Professionale della Pontificia Opera di Assistenza. Il palazzo risulta diviso in multiproprietà e conserva ben poco dell'antico splendore.